# 丽薇属
丽薇属（学名：Lafoensia）是千屈菜科下的一个属，为乔木或灌木状植物。该属共有约12种，分布于热带美洲。